# Walter Stoneman
Walter Ernest Stoneman (Plymouth, Devon; 6 de abril de 1876-Horley, Surrey; 14 de mayo de 1958) fue fotógrafo británico. Es el autor de aproximadamente siete mil fotografías en la National Portrait Gallery.

## Biografía
Nació el 6 de abril de 1876 en Plymouth (Inglaterra) como penúltimo hijo de Edwin Stoneman, un abarrotero al por mayor. Asistió al Plymouth College que dejó a los quince años para ser fotógrafo. Más tarde tuvo su propio negocio fotográfico en su ciudad natal, Heath and Stoneman Ltd., pero la mayor parte de su carrera la pasó trabajando para la firma londinense de J. Russell & Sons, a la que se había unido como fotógrafo junior en 1897.
Trabajando para dicha compañía logró tomarle numerosas fotografías a la realeza, la aristocracia, miembros de la alta sociedad y otras personas prominentes, al punto que en junio de 1897 fue el único de los catorce fotógrafos que trabajaban para J. Russell & Sons que logró tomar cuatro fotografías de la Victoria del Reino Unido para su jubileo de diamantes.
En 1913 se convirtió en director gerente de la empresa y, tras la muerte de John Lemmon Russell en 1915, dirigió la empresa. En octubre de 1932 fue absorbido por Elliott & Fry. En 1961, Walter Bird compró Russell & Sons y se convirtió en su fotógrafo líder; vendió la empresa a Godfrey Argent en 1967.
En 1948 fue nombrado miembro de la Orden del Imperio Británico por sus servicios a la fotografía.
Continuó trabajando como fotógrafo hasta su muerte el 14 de mayo de 1958.